# Чистец разнозубый
Чистец разнозубый (лат. Stáchys heterodonta) — вид многолетних травянистых растений рода Чистец (Stachys) семейства Яснотковые (Lamiaceae).

## Распространение и экология
Распространён в Крыму. Эндемик.
Растёт на лесных полянах.

## Ботаническое описание
Стебли в основании приподнимающиеся, слабо ветвистые, шерстисто-опушённые, высотой 70—90 см.
Нижние листья яйцевидные или продолговато-яйцевидные, при основании резко сужены или округлые, городчато-зубчатые или зубчатые, на черешках длиной 1—4 см; прицветные листья сидячие, яйцевидно-ланцетные, при основании сужены, неровно городчато-пильчатые, превышающие полумутовки; верхушечные — ланцетные, цельно-крайние, короче полумутовок.
Соцветие из многочисленных полумутовок, у основания расставленных, выше сближенных; прицветники немного короче чашечки, линейно-ланцетные; зубцы чашечки неравные по длине, верхний зубец почти в два раза короче трубки; венчик розовый.
Орешек широко трёхгранно-яйцевидный, бурый.

## Классификация

### Таксономия
Вид Чистец разнозубый входит в род Чистец (Stachys) подсемейства Яснотковые (Lamioideae) семейства Яснотковые (Lamiaceae) порядка Ясноткоцветные (Lamiales).
|  |                                      |  |                                                             |                                                             |                      |  | ещё около 20 семейств (согласно Системе APG II) | ещё около 20 семейств (согласно Системе APG II) |                         |  |  |  | ещё около 35 родов  | ещё около 35 родов    |  |  |
|  |                                      |  |                                                             |                                                             |                      |  | ещё около 20 семейств (согласно Системе APG II) | ещё около 20 семейств (согласно Системе APG II) |                         |  |  |  | ещё около 35 родов  | ещё около 35 родов    |  |  |
|  |                                      |  |                                                             | порядок Ясноткоцветные                                      |                      |  |                                                 |                                                 | подсемейство Яснотковые |  |  |  |                     | вид Чистец разнозубый |  |  |
|  |                                      |  |                                                             | порядок Ясноткоцветные                                      |                      |  |                                                 |                                                 | подсемейство Яснотковые |  |  |  |                     | вид Чистец разнозубый |  |  |
|  | отдел Цветковые, или Покрытосеменные |  |                                                             |                                                             | семейство Яснотковые |  |                                                 |                                                 | род Чистец              |  |  |  |                     |                       |  |  |
|  | отдел Цветковые, или Покрытосеменные |  |                                                             |                                                             |                      |  |                                                 |                                                 |                         |  |  |  |                     |                       |  |  |
|  |                                      |  | ещё 44 порядка цветковых растений (согласно Системе APG II) | ещё 44 порядка цветковых растений (согласно Системе APG II) |                      |  |                                                 | ещё 7 подсемейств                               | ещё 7 подсемейств       |  |  |  | ещё более 300 видов |                       |  |  |
|  |                                      |  |                                                             | ещё 44 порядка цветковых растений (согласно Системе APG II) |                      |  |                                                 |                                                 | ещё 7 подсемейств       |  |  |  |                     |                       |  |  |